# Shuko Aoyama
Shuko Aoyama (青山 修子, Aoyama Shūko, født 19. december 1987 i Osaka, Japan) er en professionel tennisspiller fra Japan.